# Хоксбъри (остров)

Остров Хоксбъри (на английски: Hawkesbury Island) е 12-ият по големина остров край западните брегове на Канада в Тихия океан. Площта му е 365 км2, която му отрежда 80-о място сред островите на Канада. Административно принадлежи към канадската провинция Британска Колумбия. Необитаем.
Островът се намира край северното крайбрежие на Британска Колумбия. На север протока (канал) Дъглас, на изток протока (канал) Гарднър и на юг протока Върни го отделят от континенталната част на Северна Америка. На север от острова, в канала Дъглас се намират двата по-малки острова Метланд и Лорета, отделени от него чрез протока Су, а на югозапад, продължението на протока Върни – от севернота карайбрежие на остров Грибъл. Формата на острова е удължена от югозапад на североизток на 42,6 км, а ширината му варира от 3 до 19 км.
Бреговата линия с дължина 122 км е слабо разчленена, като изключение прави част от източното крайбрежие, къде има вяколко малки залива.
По-голямата част на острова е хълмиста и нископланинска с максимална височина от 1190 м (връх Хоксбъри Пик) в централната част. На острова има няколко езера по-големи от които са: Евелин, Аркел, Бардън и други по-малки.
Климатът е умерен, морски, влажен, предпоставка за пълноводни почти през цялата година къси реки. Голяма част от острова е покрита с гъсти иглолистни гори, които предоставят идеални условия за богат животински свят.
Островът е открит през 1789 г. британският морски капитан Уилям Дъглас пръв плава през протока Дъглас. През 1792 г. е доказано островното му положение, като са открити протоците Гарднър и Върни и ръководителят на британската експедиция капитан Джордж Ванкувър го кръщава в чест на Чарлз Дженкинсън, барон Хоксбъри (1727-1808), президент на управителния съвет за търговия в периода 1786-1804 г.